# Krzysztof Krukowski
Krzysztof Krukowski (ur. 16 stycznia 1972 w Szczebrzeszynie) – polski ekonomista i teoretyk zarządzania, doktor habilitowany nauk ekonomicznych w dyscyplinie nauki o zarządzaniu i jakości, profesor uczelni na Uniwersytecie Warmińsko-Mazurskim.

## Życiorys
W latach 1992–1997 odbył studia z zarządzania i marketingu na Uniwersytecie Mikołaja Kopernika w Toruniu. W 2002 uzyskał stopień doktora nauk ekonomicznych na Uniwersytecie Warmińsko-Mazurskim na podstawie napisanej pod kierunkiem Eugeniusza Niedzielskiego pracy pt. Uwarunkowania strategii rozwoju gmin wiejskich. W 2017 habilitował się na UMK po obronie rozprawy pt. Kulturowe uwarunkowania dojrzałości procesowej urzędów miast. W pracy naukowej specjalizował się w zakresie zarządzania publicznego. W 1996 został wykładowcą Wydziału Nauk Ekonomicznych Uniwersytetu Warmińsko-Mazurskiego, gdzie doszedł do stanowiska profesora uczelni, w ramach wydziału kierował Katedrą Organizacji i Zarządzania oraz Instytutem Nauk o Zarządzaniu i Jakości. Nauczał ponadto w Wyższej Szkole Informatyki i Zarządzania im. Prof. Tadeusza Kotarbińskiego w Olsztynie oraz Wszechnicy Warmińskiej w Lidzbarku Warmińskim. Został członkiem Komitetu Nauk Organizacji i Zarządzania Polskiej Akademii Nauk. Wielokrotnie wyróżniany nagrodami rektora UWM za nauczanie.
Pracował krótko w Urzędzie Celnym w Olsztynie. Podjął działalność jako kierownik i ekspert przy projektach państwowych i unijnych dotyczących rozwoju społecznego i regionalnego. Wchodził także w skład rad nadzorczych różnych jednostek, m.in. Warmińsko-Mazurskiej Agencji Rozwoju Regionalnego (przewodniczący) i Miejskiego Przedsiębiorstwa Komunikacyjnego w Olsztynie, został też wiceprezesem Akademickiej Spółdzielni Mieszkaniowej w Olsztynie.
W 2009 kandydował w przedterminowych wyborach prezydenta Olsztyna z poparciem Platformy Obywatelskiej. W pierwszej turze zajął drugie miejsce z poparciem 28,33% głosów. W drugiej turze przegrał z Piotrem Grzymowiczem, zdobywając poparcie 39,84%.

## Życie prywatne
Żonaty, ma dwoje dzieci.